# Willy In ’t Ven
Willy In ’t Ven (* 1. März 1943 in Turnhout) ist ein ehemaliger belgischer Radrennfahrer.

## Sportliche Laufbahn
In ’t Ven war im Straßenradsport aktiv. Als Amateur gewann er unter anderem 1964 eine Etappe der Tour de Namur und wurde 1965 Dritter der nationalen Meisterschaft im Straßenrennen und in der Schweden-Rundfahrt. 1966 wurde er Berufsfahrer im Radsportteam Dr. Mann-Grundig und blieb bis 1978 als Radprofi aktiv. Er war während seiner Karriere Domestik für Eddy Merckx, Francesco Moser und Felice Gimondi.
Als Profi gewann er 1967 den Circuit de Belgique centrale, 1968 den Grand Prix d’Isbergues vor Eddy Peelman, 1969 den Flèche brabançonne vor Jos van der Vleuten und eine Etappe der Quatre Jours de Dunkerque, 1970 eine Etappe der Vuelta a España sowie 1973 den Grand Prix E3.
Zweiter wurde In ’t Ven 1967 bei Rund um Köln hinter Noël Foré und in der belgischen Straßenmeisterschaft sowie 1968 in der Tour du Condroz. Dritte Plätze holte er 1966 bei Lüttich–Bastogne–Lüttich, in der Tour du Condroz 1967, 1973 und 1978, bei den Quatre Jours de Dunkerque 1969. In ’t Ven bestritt alle Grand Tours.

## Grand-Tour-Platzierungen
| Grand Tour            | 1966 | 1967 | 1968 | 1969 | 1970 | 1971 | 1972 | 1973 | 1974 | 1975 | 1976 | 1977 |
| --------------------- | ---- | ---- | ---- | ---- | ---- | ---- | ---- | ---- | ---- | ---- | ---- | ---- |
| Vuelta a EspañaVuelta | –    | –    | –    | –    | 5    | DNF  | –    | 41   | 31   | 37   | –    | –    |
| Giro d’ItaliaGiro     |      | –    | –    | –    | –    | –    | –    | –    | –    | –    | –    | 89   |
| Tour de FranceTour    | 74   | 51   | 57   | DNF  | 89   | 51   | –    | –    | –    | –    | –    | DNF  |